# RFL Championship 1942-43
El Northern Rugby Football League Wartime Emergency League de 1942-43 fue la 48.º edición del torneo de rugby league más importante de Inglaterra.
El torneo se disputó de manera no oficial, no considerándose el campeón de esta temporada dentro del palmarés del Rugby Football League Championship, el campeonato fue organizado con el fin de mantener el deporte e impulsar la moral del público. 

## Formato
Los equipos se enfrentaron en formato de todos contra todos, el equipo que obtuvo el mejor porcentaje de victorias se coronó campeón.
Se otorgaron 2 puntos por cada victoria, 1 por el empate y 0 por la derrota.

## Desarrollo

### Tabla de posiciones
| Pos. | Equipo              | Encuentros | Encuentros | Encuentros | Encuentros | Tantos | Tantos | Tantos | % de triuntos |
| Pos. | Equipo              | PJ         | PG         | PE         | PP         | F      | C      | Dif.   | % de triuntos |
| ---- | ------------------- | ---------- | ---------- | ---------- | ---------- | ------ | ------ | ------ | ------------- |
| 1    | Wigan Warriors      | 16         | 13         | 0          | 3          | 301    | 134    | 167    | 81.25         |
| 2    | Dewsbury Rams       | 16         | 12         | 1          | 3          | 270    | 113    | 157    | 78.12         |
| 3    | Bradford Northern   | 21         | 15         | 1          | 5          | 312    | 183    | 129    | 73.80         |
| 4    | Leeds Rhinos        | 17         | 11         | 1          | 5          | 376    | 145    | 231    | 67.64         |
| 5    | Halifax RLFC        | 20         | 13         | 0          | 7          | 311    | 154    | 157    | 65.00         |
| 6    | Huddersfield Giants | 19         | 12         | 0          | 6          | 223    | 206    | 17     | 63.15         |
| 7    | Wakefield Trinity   | 19         | 11         | 1          | 7          | 267    | 192    | 75     | 60.52         |
| 8    | Featherstone Rovers | 19         | 10         | 1          | 8          | 179    | 168    | 11     | 55.26         |
| 9    | Keighley Cougars    | 17         | 5          | 1          | 11         | 151    | 306    | -155   | 32.35         |
| 10   | Batley Bulldogs     | 14         | 4          | 0          | 10         | 146    | 279    | -135   | 28.57         |
| 11   | Hull FC             | 15         | 4          | 0          | 11         | 125    | 295    | -170   | 26.66         |
| 12   | Oldham RLFC         | 19         | 4          | 0          | 15         | 143    | 303    | -160   | 21.05         |
| 13   | York FC             | 17         | 3          | 1          | 13         | 92     | 311    | -219   | 20.58         |
| 14   | St Helens RFC       | 15         | 2          | 0          | 13         | 108    | 273    | -165   | 13.33         |

|  | Campeón. |

| Bandera de Inglaterra  |
| Campeón Wigan Warriors |